# No More Days to Waste (album)
No More Days to Waste è il primo album in studio del gruppo pop punk tedesco Aloha from Hell, pubblicato nel 2009.
Nel disco sono presenti alcune cover: Girls Just Wanna Have Fun di Cyndi Lauper, Catch Me If You Can di Ana Johnsson e How Come You Are the One di Markus Fagervall.

## Tracce
1. No More Days to Waste – 3:01
2. Can You Hear Me Boys – 3:39
3. Don't Gimme That – 3:04
4. Fear of Tomorrow – 3:43
5. Walk Away – 4:12
6. Don't Hurt Yourself – 3:45
7. Wake Me Up – 3:22
8. Hello, Hello – 3:46
9. How Come You Are the One – 3:43
10. Girls Just Wanna Have Fun – 2:52
11. You (Bonus Track) – 3:07
12. Catch Me If You Can (Bonus Track) – 2:47
13. Don't Gimme That (Bonus Track - alternative rock version) – 3:22